# Catalogo NGC completo - 4000-4999
Tabelle per gli oggetti del Catalogo NGC
Le tabelle sono divise in più sezioni:
- Nº NGC: indica la designazione dell'oggetto nel Catalogo NGC;
- Altre designazioni: è indicato, se esiste, il nome proprio col quale viene identificato l'oggetto presso la comunità astronomica, oltre alle designazioni dello stesso secondo altri cataloghi (sono indicati solo i cataloghi più conosciuti); eventuali annotazioni sono presenti in questa colonna;
- Tipo: indica il tipo dell'oggetto in questione (galassia, ammasso aperto, etc.);
- Costellazione: indica entro i confini di quale costellazione l'oggetto è visibile;
- Ascensione retta (J2000): coordinata di ascensione retta all'equinozio vernale del 2000;
- Declinazione (J2000): coordinata di declinazione all'equinozio vernale del 2000;
- Magnitudine apparente: magnitudine dell'oggetto visto dalla Terra.

## 4000–4099
| Nº NGC | Altre designazioni                     | Tipo                          | Costellazione  | Ascensione Retta (J2000) | Declinazione (J2000) | Mag. app. |
| ------ | -------------------------------------- | ----------------------------- | -------------- | ------------------------ | -------------------- | --------- |
| 4013   |                                        | Galassia spirale              | Orsa Maggiore  | 11h 58m 31.4s            | +43° 56′ 51″         | 11.7      |
| 4014   |                                        | Galassia lenticolare          | Chioma di Ber. | 11h 58m 35.9s            | +16° 10′ 36″         | 12.5      |
| 4015   | Arp 138                                | Galassie interagenti          | Chioma di Ber. | 11h 58m 42.5s            | +25° 02′ 13″         | 13.5      |
| 4016   | Arp 305                                | Galassia irregolare           | Leone          | 11h 58m 29.2s            | +27° 31′ 43″         | 13.7      |
| 4017   |                                        | Galassia spirale barrata      | Chioma di Ber. | 11h 58m 45.8s            | +27° 27′ 08″         | 12.7      |
| 4018   |                                        | Galassia spirale              | Chioma di Ber. | 11h 58m 40.7s            | +25° 18′ 59″         | 14.0      |
| 4026   |                                        | Galassia lenticolare          | Orsa Maggiore  | 11h 59m 25.2s            | +50° 57′ 42″         | 10.7      |
| 4027   | Arp 22                                 | Galassia spirale barrata      | Corvo          | 11h 59m 30.8s            | -19° 15′ 44″         | 11.7      |
| 4028   | (Duplicato di NGC 4014)                | Galassia lenticolare          | Chioma di Ber. | 11h 58m 35.9s            | +16° 10′ 36″         | 12.5      |
| 4038   | Galassie Antenne; Caldwell 60; Arp 244 | Galassie interagenti          | Corvo          | 12h 01m 53.0s            | -18° 52′ 07″         | 10.5      |
| 4039   | Galassie Antenne; Caldwell 61; Arp 244 | Galassie interagenti          | Corvo          | 12h 01m 53.6s            | -18° 53′ 10″         | 10.7      |
| 4088   | Arp 18                                 | Galassia a spirale intermedia | Orsa Maggiore  | 12h 05m 33.7s            | +50° 32′ 23″         | 11.2      |

## 4100–4199
| Nº NGC | Altre designazioni | Tipo                          | Costellazione      | Ascensione Retta (J2000) | Declinazione (J2000) | Mag. app. |
| ------ | ------------------ | ----------------------------- | ------------------ | ------------------------ | -------------------- | --------- |
| 4121   |                    | Galassia ellittica            | Dragone            | 12h 07m 56.6s            | +65° 06′ 50″         | 13.5      |
| 4125   |                    | Galassia ellittica            | Dragone            | 12h 08m 05.6s            | +65° 10′ 27″         | 9.9       |
| 4147   | GCl 18, C 1207+188 | Ammasso globulare             | Chioma di Berenice | 12h 10m 06.149s          | +18° 32′ 31.78″      | 10,74     |
| 4151   |                    | Galassia a spirale intermedia | Cani da caccia     | 12h 10m 32.5s            | +39° 24′ 20″         | 10.2      |
| 4178   | IC 3042            | Galassia spirale barrata      | Vergine            | 12h 12m 47s              | +10° 52′ 0″          | 11.4      |
| 4192   | Messier 98         | Galassia a spirale intermedia | Chioma di Ber.     | 12h 13m 48.4s            | +14° 53′ 58″         | 10.0      |

## 4200-4299
| Nº NGC | Altre designazioni      | Tipo                          | Costellazione  | Ascensione Retta (J2000) | Declinazione (J2000) | Mag. app. |
| ------ | ----------------------- | ----------------------------- | -------------- | ------------------------ | -------------------- | --------- |
| 4214   |                         | Galassia irregolare           | Cani da caccia | 12h 15m 39.2s            | +36° 19′ 41″         | 9.8       |
| 4216   |                         | Galassia a spirale intermedia | Vergine        | 12h 15m 54.4s            | +13° 09′ 00″         | 10.2      |
| 4228   | (Duplicato di NGC 4214) | Galassia irregolare           | Cani da caccia | 12h 15m 39.2s            | +36° 19′ 41″         | 9.8       |
| 4236   |                         | Galassia spirale barrata      | Dragone        | 12h 16m 41.8s            | +69° 28′ 10″         | 9.9       |
| 4244   |                         | Galassia spirale              | Cani da caccia | 12h 17m 30.1s            | +37° 48′ 30″         | 10.2      |
| 4254   | Messier 99              | Galassia spirale              | Chioma di Ber. | 12h 18m 49.6s            | +14° 25′ 00″         | 9.7       |
| 4258   | Messier 106             | Galassia a spirale intermedia | Cani da caccia | 12h 18m 57.5s            | +47° 18′ 14″         | 8.7       |
| 4261   |                         | Galassia ellittica            | Vergine        | 12h 19m 23.2s            | +05° 49′ 30″         | 10.4      |

## 4300–4399
| Nº NGC | Altre designazioni                           | Tipo                          | Costellazione  | Ascensione Retta (J2000) | Declinazione (J2000) | Mag. app. |
| ------ | -------------------------------------------- | ----------------------------- | -------------- | ------------------------ | -------------------- | --------- |
| 4303   | Messier 61                                   | Galassia a spirale intermedia | Vergine        | 12h 21m 55.0s            | +04° 28′ 29″         | 9.6       |
| 4308   |                                              | Galassia ellittica            | Chioma di Ber. | 12h 21m 56.9s            | +30° 04′ 27″         | 13.5      |
| 4309   |                                              | Galassia lenticolare          | Vergine        | 12h 22m 12.4s            | +07° 08′ 38″         | 12.8      |
| 4314   |                                              | Galassia spirale barrata      | Chioma di Ber. | 12h 22m 32.0s            | +29° 53′ 44″         | 10.5      |
| 4319   |                                              | Galassia spirale barrata      | Dragone        | 12h 21m 44.1s            | +75° 19′ 21″         | 12.1      |
| 4321   | Messier 100                                  | Galassia a spirale intermedia | Chioma di Ber. | 12h 22m 55.0s            | +15° 49′ 20″         | 9.7       |
| 4325   |                                              | Galassia ellittica            | Vergine        | 12h 23m 06.68s           | +10° 37′ 16.3″       | 13.4      |
| 4345   | (Duplicato di NGC 4319)                      | Galassia spirale barrata      | Dragone        | 12h 21m 44.1s            | +75° 19′ 21″         | 12.1      |
| 4368   | (Duplicato di NGC 4325)                      | Galassia ellittica            | Vergine        | 12h 23m 06.68s           | +10° 37′ 16.3″       | 13.4      |
| 4374   | Messier 84; membro della catena di Markarian | Galassia ellittica            | Vergine        | 12h 25m 03.7s            | +12° 53′ 13″         | 9.4       |
| 4382   | Messier 85                                   | Galassia lenticolare          | Chioma di Ber. | 12h 25m 24.2s            | +18° 11′ 27″         | 9.2       |
| 4394   |                                              | Galassia spirale barrata      | Chioma di Ber. | 12h 25m 55.6s            | +18° 12′ 50″         | 10.9      |
| 4395   |                                              | Galassia spirale              | Cani da caccia | 12h 25m 48.9s            | +33° 32′ 48″         | 10.5      |
| 4399   | parte di NGC 4395                            | Nebulosa diffusa              | Cani da caccia | 12h 25m 43s              | +33° 30′ 57″         |           |

## 4400–4499
| Nº NGC | Altre designazioni                                   | Tipo                 | Costellazione  | Ascensione Retta (J2000) | Declinazione (J2000) | Mag. app. |
| ------ | ---------------------------------------------------- | -------------------- | -------------- | ------------------------ | -------------------- | --------- |
| 4400   | parte di NGC 4395                                    | Nebulosa diffusa     | Cani da caccia | 12h 25m 55.9s            | +33° 30′ 55″         |           |
| 4401   | parte di NGC 4395                                    | Nebulosa diffusa     | Cani da caccia | 12h 25m 57.5s            | +33° 31′ 42″         |           |
| 4406   | Messier 86; membro della catena di Markarian         | Galassia ellittica   | Vergine        | 12h 26m 12.2s            | +12° 56′ 45″         | 9.0       |
| 4414   |                                                      | Galassia spirale     | Chioma di Ber. | 12h 26m 27.1s            | +31° 13′ 21″         | 10.9      |
| 4435   | Gli Occhi; Arp 120; membro della catena di Markarian | Galassia lenticolare | Vergine        | 12h 27m 40.6s            | +13° 04′ 44″         | 10.9      |
| 4438   | Gli Occhi; Arp 120; membro della catena di Markarian | Galassia spirale     | Vergine        | 12h 27m 45.9s            | +13° 00′ 32″         | 10.0      |
| 4443   | (Possibile duplicato di NGC 4461)                    | Galassia lenticolare | Vergine        | 12h 29m 03s              | +13° 11′ 01″         | 11.1      |
| 4444   |                                                      | Galassia spirale     | Centauro       | 12h 28m 36.1s            | -43° 15′ 45″         | 12.5      |
| 4448   |                                                      | Galassia spirale     | Chioma di Ber. | 12h 28m 15.2s            | +28° 37′ 16″         | 11.9      |
| 4449   |                                                      | Galassia irregolare  | Cani da caccia | 12h 28m 11.0s            | +44° 05′ 33.4″       | 10.0      |
| 4450   |                                                      | Galassia spirale     | Chioma di Ber. | 12h 28m 29.6s            | +17° 05′ 05″         | 10.2      |
| 4458   | membro della catena di Markarian                     | Galassia ellittica   | Vergine        | 12h 28m 57.6s            | +13° 14′ 30″         | 12.1      |
| 4461   | membro della catena di Markarian                     | Galassia lenticolare | Vergine        | 12h 29m 03s              | +13° 11′ 01″         | 11.1      |
| 4463   | Collinder 260                                        | Ammasso aperto       | Mosca          | 12h 30m :                | -64° 47′ :           | 7.2       |
| 4473   | membro della catena di Markarian                     | Galassia ellittica   | Chioma di Ber. | 12h 29m 48.9s            | +13° 25′ 49″         | 10.1      |
| 4477   | membro della catena di Markarian                     | Galassia lenticolare | Chioma di Ber. | 12h 30m 02.3s            | +13° 38′ 12″         | 10.4      |
| 4486   | Messier 87; Virgo A; Arp 152                         | Galassia ellittica   | Vergine        | 12h 30m 49.4s            | +12° 23′ 28″         | 8.9       |

## 4500–4599
| Nº NGC | Altre designazioni             | Tipo                     | Costellazione  | Ascensione Retta (J2000) | Declinazione (J2000) | Mag. app. |
| ------ | ------------------------------ | ------------------------ | -------------- | ------------------------ | -------------------- | --------- |
| 4501   | Messier 88                     | Galassia spirale         | Chioma di Ber. | 12h 31m 59.3s            | +14° 25′ 13″         | 9.7       |
| 4526   |                                | Galassia lenticolare     | Vergine        | 12h 34m 03.2s            | +07° 41′ 58″         | 9.5       |
| 4536   |                                | Galassia spirale         | Vergine        | 12h 34m 27.2s            | +02° 11′ 15″         | 10.4      |
| 4548   | Messier 91                     | Galassia spirale barrata | Chioma di Ber. | 12h 35m 26.6s            | +14° 29′ 45″         | 10.5      |
| 4552   | Messier 89                     | Galassia ellittica       | Vergine        | 12h 35m 40.0s            | +12° 33′ 23″         | 9.8       |
| 4555   | IC 3545                        | Galassia ellittica       | Chioma di Ber. | 12h 35m 41.3s            | +26° 31′ 23″         | 12.2      |
| 4559   |                                | Galassia spirale         | Chioma di Ber. | 12h 35m 57.8s            | +27° 57′ 35″         | 9.8       |
| 4565   |                                | Galassia spirale         | Chioma di Ber. | 12h 36m 21.1s            | +25° 59′ 14″         | 9.5       |
| 4567   | Gemelli Siamesi                | Galassie interagenti     | Vergine        | 12h 36m 32.8s            | +11° 15′ 27″         | 11.5      |
| 4568   | Gemelli Siamesi                | Galassie interagenti     | Vergine        | 12h 36m 34.3s            | +11° 14′ 18″         | 11.2      |
| 4569   | Messier 90; Arp 76             | Galassia spirale         | Vergine        | 12h 36m 50.1s            | +13° 09′ 46″         | 9.6       |
| 4579   | Messier 58                     | Galassia spirale barrata | Vergine        | 12h 37m 43.5s            | +11° 49′ 04″         | 10.1      |
| 4590   | Messier 68                     | Ammasso globulare        | Idra           | 12h 39m 28.0s            | -26° 44′ 35″         | 7.3       |
| 4594   | Messier 104; Galassia Sombrero | Galassia spirale         | Vergine        | 12h 39m 59.4s            | -11° 37′ 23″         | 7.9       |

## 4600–4699
| Nº NGC | Altre designazioni                 | Tipo                      | Costellazione  | Ascensione Retta (J2000) | Declinazione (J2000) | Mag. app. |
| ------ | ---------------------------------- | ------------------------- | -------------- | ------------------------ | -------------------- | --------- |
| 4603   |                                    | Galassia spirale          | Centauro       | 12h 40m 55.3s            | -40° 58′ 32″         | 11.8      |
| 4605   |                                    | Galassia spirale barrata  | Orsa Maggiore  | 12h 40m 00.4s            | +61° 36′ 32″         | 10.4      |
| 4618   | IC 3667; Arp 23                    | Galassia spirale barrata  | Cani da caccia | 12h 41m 32.5s            | +41° 09′ 00″         | 10.9      |
| 4621   | Messier 59                         | Galassia ellittica        | Vergine        | 12h 42m 02.4s            | +11° 38′ 45″         | 9.8       |
| 4622   |                                    | Galassia spirale          | Centauro       | 12h 42m 37.6s            | -40° 44′ 35″         | 12.6      |
| 4623   |                                    | Galassia lenticolare      | Vergine        | 12h 42m 10.8s            | +07° 40′ 34″         | 12.4      |
| 4624   |                                    | Galassia spirale barrata  | Vergine        | 12h 45m 06.2s            | +03° 03′ 27″         | 10.3      |
| 4625   | IC 3675; Arp 23                    | Galassia spirale barrata  | Cani da caccia | 12h 41m 52.8s            | +41° 16′ 26″         | 12.5      |
| 4626   |                                    | Galassia spirale          | Vergine        | 12h 42m 25.3s            | -07° 02′ 38″         | 13.4      |
| 4627   | Arp 281                            | Galassia ellittica        | Cani da caccia | 12h 41m 59.7s            | +32° 34′ 24″         | 12.3      |
| 4631   | Arp 281                            | Galassia spirale          | Cani da caccia | 12h 42m 07.8s            | +32° 32′ 27″         | 9.1       |
| 4639   |                                    | Galassia spirale          | Vergine        | 12h 42m 52.5s            | +13° 15′ 24″         | 11.5      |
| 4647   | Arp 116                            | Galassia spirale          | Vergine        | 12h 43m 32.6s            | +11° 34′ 55″         | 11.5      |
| 4648   |                                    | Galassia spirale          | Dragone        | 12h 41m 44.3s            | +74° 25′ 13″         | 11.6      |
| 4649   | Messier 60; Arp 116                | Galassia ellittica        | Vergine        | 12h 43m 40.2s            | +11° 33′ 09″         | 8.8       |
| 4650   |                                    | Galassia spirale barrata  | Centauro       | 12h 44m 19.6s            | -40° 43′ 55″         | 12.0      |
| 4650A  |                                    | Galassia ad anello polare | Centauro       | 12h 44m 49s              | -40° 42′ 52″         | 12.8      |
| 4656   |                                    | Galassie interagenti      | Cani da caccia | 12h 43m 58.2s            | +32° 10′ 09″         | 10.2      |
| 4657   |                                    | Galassie interagenti      | Cani da caccia | 12h 44m 11.3s            | +32° 12′ 19″         | 12.4      |
| 4664   | (Probabile duplicato di NGC 4624)  | Galassia spirale barrata  | Vergine        | 12h 45m 06.2s            | +03° 03′ 27″         | 10.3      |
| 4665   | (Probabile duplicato di NGC 4624)  | Galassia spirale barrata  | Vergine        | 12h 45m 06.2s            | +03° 03′ 27″         | 10.3      |
| 4666   |                                    | Galassia spirale          | Vergine        | 12h 45m 08.3s            | -00° 27′ 49″         | 11.2      |
| 4676   | Galassie Topo; IC 819/820; Arp 242 | Galassie interagenti      | Chioma di Ber. | 12h 46m 10.2s            | +30° 43′ 54″         | 13.5      |

## 4700–4799
| Nº NGC | Altre designazioni                                                     | Tipo                     | Costellazione  | Ascensione Retta (J2000) | Declinazione (J2000) | Mag. app. |
| ------ | ---------------------------------------------------------------------- | ------------------------ | -------------- | ------------------------ | -------------------- | --------- |
| 4710   |                                                                        | Galassia lenticolare     | Chioma di Ber. | 12h 49m 38.9s            | +15° 09′ 54″         | 10.9      |
| 4712   |                                                                        | Galassia spirale         | Chioma di Ber. | 12h 49m 34.2s            | +25° 28′ 12″         | 12.5      |
| 4725   |                                                                        | Galassia spirale barrata | Chioma di Ber. | 12h 50m 26.7s            | +25° 30′ 02″         | 9.2       |
| 4736   | Messier 94                                                             | Galassia spirale         | Cani da caccia | 12h 50m 52.6s            | +41° 07′ 09″         | 8.0       |
| 4755   | Scrigno dei Gioielli; Ammasso Kappa Crucis; Collinder 264; Melotte 114 | Ammasso aperto           | Croce del Sud  | 12h 53m :                | -60° 22′ :           | 4.2       |

## 4800–4899
| Nº NGC | Altre designazioni               | Tipo                 | Costellazione  | Ascensione Retta (J2000) | Declinazione (J2000) | Mag. app. |
| ------ | -------------------------------- | -------------------- | -------------- | ------------------------ | -------------------- | --------- |
| 4826   | Galassia Occhio Nero; Messier 64 | Galassia spirale     | Chioma di Ber. | 12h 56m 43.9s            | +21° 41′ 00″         | 8.4       |
| 4833   |                                  | Ammasso globulare    | Mosca          | 12h 59m 35.0s            | -70° 52′ 29″         | 8.4       |
| 4866   |                                  | Galassia lenticolare | Vergine        | 12h 59m 27.1s            | +14° 10′ 15.8″       | 9.2       |
| 4880   |                                  | Galassia lenticolare | Vergine        | 13h 00m 10.5s            | +12° 28′ 59.9″       | 11.2      |
| 4881   |                                  | Galassia ellittica   | Chioma di Ber. | 12h 59m 57.8s            | +28° 14′ 48″         | 13.4      |
| 4882   | (Duplicato di NGC 4886)          | Galassia lenticolare | Chioma di Ber. | 13h 00m 04.5s            | +27° 59′ 15″         | 13.9      |
| 4884   | (Duplicato di NGC 4889)          | Galassia ellittica   | Chioma di Ber. | 13h 00m 08.1s            | +27° 58′ 37″         | 11.4      |
| 4886   |                                  | Galassia lenticolare | Chioma di Ber. | 13h 00m 04.5s            | +27° 59′ 15″         | 13.9      |
| 4889   | Caldwell 35                      | Galassia ellittica   | Chioma di Ber. | 13h 00m 08.1s            | +27° 58′ 37″         | 11.4      |

## 4900–4999
| Nº NGC | Altre designazioni | Tipo                 | Costellazione  | Ascensione Retta (J2000) | Declinazione (J2000) | Mag. app. |
| ------ | ------------------ | -------------------- | -------------- | ------------------------ | -------------------- | --------- |
| 4911   |                    | Galassia spirale     | Chioma di Ber. | 13h 00m 56.1s            | +27° 47′ 25.5″       | 12.8      |
| 4945   |                    | Galassia spirale     | Centauro       | 13h 05m 26.1s            | -49° 28′ 15″         | 8.9       |
| 4976   |                    | Galassia lenticolare | Centauro       | 13h 08m 37.4s            | -49° 30′ 20″         | 10.2      |
| 4984   |                    | Galassia lenticolare | Vergine        | 13h 08m 57.3s            | -15° 30′ 59″         | 10.9      |